# The Fame Monster
„The Fame Monster“ (от английски език: „Славата чудовище“) е преиздадена версия на дебютния албум на американската певица Лейди Гага, озаглавен „The Fame“ (2008). Въпреки първоначални планове да е просто делукс версия на първия ѝ студиен албум, впоследствие осемте нови песни са издадени в самостоятелно EP в някои държави. Решението е породено и от убежденията на Гага, че преиздаването би било твърде скъпо и от концептуалните различия между двата проекта, които тя описва като „ин и ян“. Делукс изданието на „The Fame Monster“ е двоен албум, чийто първи диск съдържа осем нови песни, а вторият – целият албум „The Fame“. Супер делукс издание с допълнителни артикули, сред които кичур коса от перука на певицата, е издадено на 15 ноември 2009 г.
Поп албумът съдържа елементи на диско, глем рок, синтпоп музиката на 70-те и 80-те, както и индустриални и готик белези. Проектът, вдъхновен от модния подиум, представя тъмната страна на славата, която текстовете въвеждат чрез метафори за чудовища. Обложката е заснета от фотографа Хеди Слиман и е на готик тематика, която лейбълът първо отхвърля, но впоследствие Гага успява да ги убеди да я издадат.
„The Fame Monster“ получава преобладаващо положителни рецензии от музикалните критици. В някои държави албумът присъства в класациите заедно с „The Fame“ и триумфира на челните позиции. В САЩ продажбите му се смятат отделно и той достига до пето място в Billboard Hot 100. Проектът печели редица награди. Номиниран е в шест категории за наградите „Грами“ през 2011 г. Сред тях е и втората поредна номинация на Гага за „Албум на годината“. Печели три статуетки, сред които „Най-добър албум с поп вокали“.
Пилотният сингъл „Bad Romance“ жъне големи успехи, като е начело в класациите на над 20 държави и достига №2 в САЩ. Следващите сингли „Telephone“ и „Alejandro“ се класират в топ 10 на няколко територии. „Dance in the Dark“ е представен като сингъл в избрани държави, където се представя сравнително добре. Лейди Гага промотира албума на световната обиколка The Monster Ball Tour, която се превръща в най-печелившото турне за дебютиращ хедлайнер в историята.

## Предистория и развитие
През 2008 година Лейди Гага представя дебютния си албум „The Fame“, който е с електропоп, синтпоп звучене и коментира теми като славата, двойствеността между знаменитост и фен база и охолния живот на богатите. След световния му успех се ражда идеята за преиздаване. Гага е противник на решението, тъй като според нея не е от полза за артистите, а е просто „опит те да пробутат нови сингли във вече завършена творба, за да задържат албума на върха“. Първоначално идеята на лейбъла е да включи три нови песни. Към март 2009 г. певицата вече има готова песен със заглавието „Monster“. В новите си произведения тя се стреми към по-тъмна и рязка концепция. За свое творческо вдъхновение посочва привличането си към хорър филмите, „гниенето на знаменитостта и начина, по който славата е чудовище сред обществото“:
Пристрастена съм към смъртта и секса. Много филми на ужасите са обвързани с тези две теми, от които съм обсебена напоследък. Гледам хорър филми и научнофантастични филми от 50-те. Преиздаването е озаглавено „The Fame Monster“ и затова донякъде като булимичка ям и повръщам филми за чудовища и всякакви страшни неща. В последно време забелязвам възраждане на тази концепция за чудовището, за фантазията, но по много реален начин. Ако обърнете внимание, в тези филми винаги има съпоставяне на секса и смъртта.
За разлика от дебютния ѝ албум, този проект е вдъхновен от личните преживявания на Лейди Гага. Музикалната му насоченост е предопределена от световната обиколка, която тя прави с The Fame Ball Tour и срещата ѝ с „няколко чудовища“ по пътя, които са въплъщение на най-големите ѝ страхове. Те са представени чрез няколко метафори за чудовища като „чудовището на страха от секса“, „чудовището на страха от любовта“, „чудовището на страха от алкохола“ и т. н. „Прекарах много нощи в Източна Европа“, разказва певицата. „И албумът е поп експеримент с индустриален готик ритъм, денс мелодии от 90-те, мания към лирическия гений на меланхоличния поп от 80-те и модния подиум“.

## Издаване и обложка
Лейди Гага потвърждава, че в Северна Америка осемте нови песни ще бъдат представени в самостоятелно EP издание. Според нея, „The Fame Monster“ трябва да бъде разглеждан като неин втори студиен албум, тъй като не би „добавила или извадила нищо. Това е една концептуално и музикално завършена творба, която може да стои на собствените си два крака“. На 23 ноември 2009 г. са издадени и двете версии на проекта. Делукс изданието е двоен албум, чийто първи диск съдържа осемте нови песни, а вторият – целият албум „The Fame“. Три седмици по-късно в продажба е пуснато и лимитирано супер делукс издание, което включва кичур от перука на Гага. По план от Interscope Records са възнамерявали да издадат само двойния албум, но певицата не е съгласна. Нейният аргумент бил това, че феновете, които вече притежават дебютния ѝ албум, трябва да имат възможността да закупят само новите песни. На 3 май 2010 г. в представено лимитирано USB флаш издание, което съдържа нецензурирани версии на песните, девет ремикса, осем клипа, дигитална книжка, обложките на синглите и фото галерия.
Френският фотограф заснема две обложки за албума. В тази на стандартното издание Лейди Гага е с руса перука и черно геометрично яке, чиято яка закрива долната половина на лицето ѝ. На делукс версията певицата е с гъста черна коса, а по лицето ѝ се стича тежка черна очна линия. В началото Гага е в спор с издателите си, които смятат, че втората фотография е твърде готик за комерсиално издаване. Тя успява да ги убеди да я одобрят, като им разказва повече за ин-ян концепцията си.

## Списък с песните

### Оригинален траклист
1. „Bad Romance“ – 4:54
2. „Alejandro“ – 4:34
3. „Monster“ – 4:10
4. „Speechless“ – 4:31
5. „Dance in the Dark“ – 4:49
6. „Telephone“ (с Бионсе) – 3:41
7. „So Happy I Could Die“ – 3:55
8. „Teeth“ – 3:41

### iTunes Store издание
1. „Bad Romance“ (Starsmith Remix) – 4:56

### USB издание
1. „Telephone“ (Passion Pit Remix) (с Бионсе) – 5:13
2. „Paparazzi“ (Demolition Crew Remix) – 3:54
3. „Just Dance“ (Deewaan Remix) (с Ashking, Wedis, Lush и Young Thoro) – 4:17
4. „LoveGame“ (Robots to Mars Remix)	– 3:14
5. „Eh, Eh (Nothing Else I Can Say)“ (Frankmusik Remix) – 3:48
6. „Poker Face (пиано и гласова версия)“ (на живо от The Cherrytree House) – 3:38
7. „Bad Romance“ (Grum Remix) – 4:51
8. „Telephone“ (Alphabeat Remix) (с Бионсе) – 5:13

### Делукс издание (диск 2)
1. „Just Dance“ (с Колби О'Донис) – 4:02
2. „LoveGame“ – 3:36
3. „Paparazzi“ – 3:28
4. „Poker Face“ – 3:57
5. „Eh, Eh (Nothing Else I Can Say)“ – 2:55
6. „Beautiful, Dirty, Rich“ – 2:52
7. „The Fame“ – 3:42
8. „Money Honey“ – 2:50
9. „Starstruck“ (със Спейс Каубой и Фло Райда) – 3:37
10. „Boys Boys Boys“ – 3:20
11. „Paper Gangsta“ – 4:23
12. „Brown Eyes“ – 4:03
13. „I Like It Rough“ – 3:22
14. „Summerboy“ – 4:13

### Делукс издание (диск 2, дигитално и стрийминг издание)
1. „Disco Heaven“ – 3:41

### Интернационално делукс издание (диск 2)
1. „I Like It Rough“ – 3:24
2. „Eh, Eh (Nothing Else I Can Say)“ – 2:57
3. „Starstruck“ (със Спейс Каубой и Фло Райда) – 3:39
4. „Beautiful, Dirty, Rich“ – 2:53
5. „The Fame“ – 3:43
6. „Money Honey“ – 2:52
7. „Boys Boys Boys“ – 3:22
8. „Paper Gangsta“ – 4:25
9. „Brown Eyes“ – 4:05
10. „Summerboy“ – 4:14
11. „Disco Heaven“ – 3:41
12. „Retro Dance Freak“ – 3:23

### Британско делукс издание (диск 2)
1. „Again Again“ – 3:05

### Японско лимитирано издание (диск 2)
1. „Retro Dance Freak“ – 3:23

### Японско издание (DVD)
1. „Bad Romance“ (видеоклип)	– 5:15
2. „Bad Romance“ (зад кадър)	– 3:42